# Coppa del Baltico 2024
La Coppa del Baltico 2024 è stata la 30ª edizione della competizione, la 20ª dalla reistituzione di questa manifestazione nel 1991 a seguito del collasso dell'Unione Sovietica, e.
Il trofeo è stato vinto dall'Estonia per 4-3 ai tiri di rigore dopo l'1-1 dei tempi regolamentari contro la Lituania. Per l'Estonia si è trattato del quinto successo nella competizione, il primo dall'edizione 2020.

## Formula
Il torneo, formato Estonia, Fær Øer, Lettonia e Lituania, si svolge interamente ad eliminazione diretta con due semifinali, le cui vincitrice disputeranno la finale, mentre le squadre sconfitte giocheranno la finale per il 3º-4º posto. In caso di parità al termine dei tempi regolamentari, il regolamento prevede la battuta dei tiri di rigore senza tempi supplementari.

## Risultati

### Tabellone
|  | Semifinali | Semifinali | Semifinali |         |          | Finale          | Finale          | Finale          |  |
|  |            |            |            |         |          |                 |                 |                 |  |
|  | Lettonia   | Lettonia   | 0          |         |          |                 |                 |                 |  |
|  | Lettonia   | Lettonia   | 0          |         |          |                 |                 |                 |  |
|  | Lituania   | Lituania   | 2          |         |          |                 |                 |                 |  |
|  | Lituania   | Lituania   | 2          |         | Lituania | Lituania        | 1 (3)           |                 |  |
|  |            |            |            |         | Lituania | Lituania        | 1 (3)           |                 |  |
|  |            |            | Estonia    | Estonia | 1 (4)    |                 |                 |                 |  |
|  | Estonia    | Estonia    | Estonia    | Estonia | 1 (4)    | 4               |                 |                 |  |
|  | Estonia    | Estonia    |            |         |          | 4               |                 |                 |  |
|  | Fær Øer    | Fær Øer    | 1          |         |          | Finale 3º posto | Finale 3º posto | Finale 3º posto |  |
|  | Fær Øer    | Fær Øer    | 1          |         |          |                 |                 |                 |  |
|  |            |            |            |         |          |                 |                 |                 |  |
|  |            |            |            |         |          | Lettonia        | Lettonia        | 1               |  |
|  |            |            |            |         |          | Lettonia        | Lettonia        | 1               |  |
|  |            |            |            |         |          | Fær Øer         | Fær Øer         | 0               |  |

### Semifinali
| Arbitro: | Frischer |

|  |           |                         |
|  | Marcatori | 49’ Kučys 72’ Dolžnikov |

| Arbitro: | Valikonis |

|                                         |           |             |
| Tamm 43’ Anier 50’ Tur 83’ Kuraksin 89’ | Marcatori | 24’ Knudsen |

### Finale per il terzo posto
| Arbitro: | Tohver |

|              |           |  |
| Cigaņiks 49’ | Marcatori |  |

### Finale
| Arbitro: | Treimanis |

|                                                   |                      |                                  |
| Matulevičius 84’                                  | Marcatori            | 82’ Lepik                        |
| Lasickas Černych Tutyškinas Novikovas Klimavičius | Tiri di rigore 3 – 4 | Mets Lepik Palumets Sorga Vetkal |